# Coutts Crossing
Coutts Crossing är en ort i Australien. Den ligger i kommunen Clarence Valley och delstaten New South Wales, i den sydöstra delen av landet, omkring 480 kilometer norr om delstatshuvudstaden Sydney. Antalet invånare är 1 356.
Närmaste större samhälle är South Grafton, omkring 14 kilometer norr om Coutts Crossing.
I omgivningarna runt Coutts Crossing växer huvudsakligen savannskog. Runt Coutts Crossing är det mycket glesbefolkat, med 2 invånare per kvadratkilometer. Genomsnittlig årsnederbörd är 1 423 millimeter. Den regnigaste månaden är januari, med i genomsnitt 273 mm nederbörd, och den torraste är oktober, med 19 mm nederbörd.